# والتر دين مايرز
والتر دين مايرز (بالإنجليزية: Walter Dean Myers)‏‏ (12 أغسطس 1937 في مرتينسبورغ - 1 يوليو 2014 في ماونت سيناي بيت إسرائيل) كاتب، وروائي، وكاتب للأطفال من الولايات المتحدة.

## الجوائز
- جائزة مارغريت أدواردز [الإنجليزية]‏
- جائزة برينتز
- National Ambassador for Young People's Literature [الإنجليزية]‏ (منذ يناير 2012)

## روابط خارجية
- والتر دين مايرز على موقع ميوزك برينز (الإنجليزية)